# Premi BAFTA 1983
I premi della 36ª edizione dei British Academy Film Awards furono conferiti il 20 marzo 1983 dalla British Academy of Film and Television Arts alle migliori produzioni cinematografiche del 1982.

## Vincitori e candidati

### Miglior film
- Gandhi, regia di Richard Attenborough
- E.T. l'extra-terrestre (E.T. the Extra-Terrestrial), regia di Steven Spielberg
- Missing - Scomparso (Missing), regia di Costa-Gavras
- Sul lago dorato (On Golden Pond), regia di Mark Rydell

### Miglior film non in lingua inglese
- Cristo si è fermato a Eboli, regia di Francesco Rosi • Italia/Francia
- Diva, regia di Jean-Jacques Beineix • Francia
- Fitzcarraldo, regia di Werner Herzog • Germania
- U-Boot 96 (Das Boot), regia di Wolfgang Petersen • Germania

### Miglior regista
- Richard Attenborough – Gandhi
- Costa-Gavras – Missing - Scomparso (Missing)
- Mark Rydell  – Sul lago dorato (On Golden Pond)
- Steven Spielberg – E.T. l'extra-terrestre (E.T. the Extra-Terrestrial)

### Miglior attore protagonista
- Ben Kingsley – Gandhi
- Warren Beatty – Reds
- Albert Finney – Spara alla luna (Shoot the Moon)
- Henry Fonda – Sul lago dorato (On Golden Pond)
- Jack Lemmon – Missing - Scomparso (Missing)

### Migliore attrice protagonista
- Katharine Hepburn – Sul lago dorato (On Golden Pond)
- Diane Keaton – Reds
- Jennifer Kendal – 36 Chowringhee Lane
- Sissy Spacek – Missing - Scomparso (Missing)

### Migliore attore non protagonista
- Jack Nicholson – Reds
- Frank Finlay – Prigioniero del passato (The Return of the Soldier)
- Edward Fox – Gandhi
- Roshan Seth – Gandhi

### Migliore attrice non protagonista
- Rohini Hattangadi – Gandhi
- Maureen Stapleton – Reds
- Candice Bergen – Gandhi
- Jane Fonda – Sul lago dorato (On Golden Pond)

### Migliore attore o attrice debuttante
- Ben Kingsley – Gandhi
- Drew Barrymore – E.T. l'extra-terrestre (E.T. the Extra-Terrestrial)
- Henry Thomas – E.T. l'extra-terrestre (E.T. the Extra-Terrestrial)
- Kathleen Turner – Brivido caldo (Body Heat)

### Migliore sceneggiatura
- Costa-Gavras, Donald Stewart – Missing - Scomparso (Missing)
- John Briley – Gandhi
- Melissa Mathison – E.T. l'extra-terrestre (E.T. the Extra-Terrestrial)
- Ernest Thompson  – Sul lago dorato (On Golden Pond)

### Migliore fotografia
- Jordan Cronenweth – Blade Runner
- Allen Daviau – E.T. l'extra-terrestre (E.T. the Extra-Terrestrial)
- Vittorio Storaro – Reds
- Billy Williams, Ronnie Taylor – Gandhi

### Migliore scenografia
- Lawrence G. Paull – Blade Runner
- James D. Bissell – E.T. l'extra-terrestre (E.T. the Extra-Terrestrial)
- Stuart Craig – Gandhi

### Migliore colonna sonora
- John Williams – E.T. l'extra-terrestre (E.T. the Extra-Terrestrial)
- Ravi Shankar, George Fenton – Gandhi
- Vangelis – Blade Runner
- Vangelis – Missing - Scomparso (Missing)

### Migliore canzone originale
- Another Brick in the Wall (Roger Waters) – Pink Floyd The Wall
- Eye of the Tiger (Jim Peterik, Frankie Sullivan) – Rocky III
- One More Hour (Randy Newman) – Ragtime
- Tomorrow (Charles Strouse, Martin Charnin) – Annie

### Miglior montaggio
- Françoise Bonnot – Missing - Scomparso (Missing)
- John Bloom – Gandhi
- Carol Littleton – E.T. l'extra-terrestre (E.T. the Extra-Terrestrial)
- Terry Rawlings – Blade Runner

### Migliori costumi
- Charles Knode, Michael Kaplan – Blade Runner
- John Mollo, Bhanu Athaiya – Gandhi
- Shirley Russell – Reds

### Miglior trucco
- Sarah Monzani, Christopher Tucker, Michèle Burke – La guerra del fuoco (La guerre du feu)
- Robert Sidell – E.T. l'extra-terrestre (E.T. the Extra-Terrestrial)
- Tom Smith – Gandhi
- Marvin G. Westmore – Blade Runner

### Miglior sonoro
- James Guthrie, Eddy Joseph, Clive Winter, Graham V. Hartstone, Nicolas Le Messurier – Pink Floyd The Wall
- Peter Pennell, Bud Alper, Graham V. Hartstone, Gerry Humphreys – Blade Runner
- Charles L. Campbell, Gene S. Cantamessa, Robert Knudson, Robert Glass, Don Digirolamo – E.T. l'extra-terrestre (E.T. the Extra-Terrestrial)
- Jonathan Bates, Simon Kaye, Gerry Humphreys, Robin O'Donoghue – Gandhi

### Migliori effetti speciali visivi
- Richard Edlund – Poltergeist - Demoniache presenze (Poltergeist)
- Douglas Trumbull, Richard Yuricich, David Dryer – Blade Runner
- Dennis Muren, Carlo Rambaldi – E.T. l'extra-terrestre (E.T. the Extra-Terrestrial)
- Richard Taylor, Harrison Ellenshaw – Tron

### Miglior documentario
- Burden of Dreams, regia di Les Blank
- The Atomic Cafe, regia di Kevin Rafferty, Jayne Loader, Pierce Rafferty
- Not a Love Story: A Film About Pornography, regia di Bonnie Sherr Klein
- The Weavers: Wasn't That a Time, regia di Jim Brown

### Miglior cortometraggio
- The Privilege, regia di Ian Knox
- Rating Notman, regia di Carlo Gebler
- The Rocking Horse Winner, regia di Robert Bierman
- A Shocking Accident, regia di James Scott

### Miglior cortometraggio di animazione
- Dreamland Express, regia di David Anderson
- Some of Your Bits Ain't Nice, regia di Richard Taylor
- The Sound Collector, regia di Lynn Smith